# اخی فرج زنجانی
شیخ شقیق فرج معروف به شیخ اخی فرج زنجانی(متولد؟ - متوفی ۴۵۷ ه‍.ق /۱۰۵۶ م) از عارفان و عالمان قرن چهارم و پنجم هجری قمری در زنجان بود. او مریدان بسیار داشت و خود از مریدان شیخ ابوالعباس نهاوندی بود.
گویند شیخ در ابتداء به شغل مکاری (کرایه کشی با حیوان) مشغول بود. یکبار چوبی محکم بر دراز گوشی زد و آن حیوان باوی در سخن آمد و گفت: «چنان بزن که توانی خورد» او را حالی بدین سخن دست داد و ترک چهار پایان بگفت و همه عمر را در راه حق صرف کرد. شیخ در سال ۴۲۵ هجری در زنجان زوایه اختیار کرد خانقاه بزرگی بنا نهاد که احتمالاً محل آن در ورودی شهر در کنار امامزاده سید ابراهیم قرار داشته‌است. وی با پوشیدن خرقه از دست شیخ ابوالعباس نهاوندی در میان بزرگان زمان قد علم کرد و با حضور در خانقاهش در شهر زنجان ارادتمندان را مستفیض نمود. زنجان در عصر او مرکزیت عرفانی یافت و محل آمد و شد علاقه‌مندان به عرفان و تصوف گشت و خانقاه اخی فرج مأمن و پناهگاه اهل دل و محل اعتکاف دراویش و جماعت اهل زهد و عرفان شد. گویند شیخ اخی فرخ را گربه‌ای بود که شهرت داشته‌است از جمله هرگاه جمعی از میهمانان به خانقاه او توجه می‌کردند آن گربه به عدد هر یک از ایشان بانگی می‌کرد و خادم خانقاه به هر بانگی کاسه آبی در دیگ می‌ریخت و بر غذا می‌افزود. عطار نیشابوری در منطق‌الطیر در بیتی اشاره به گربه شیخ دارد:
| گه سگی را ره دهد تا پیشگاه |  | گه کند از گربه‌ای مکشوف راه |

شیخ اخی فرج در چهار شنبه غره رجب ۴۵۷ در زنجان وفات یافت. مرقد شیخ را در زنجان و در ضلع شمال شرقی محل فعلی میدان انقلاب اسلامی معرفی می‌کنند. وجود کوهی به نام «چِلّه خانه» در شمال شهر زنجان و مسجد سنگی معروف به «داش مسجد» در همان کوه که علایم آن موجود است، نشانی از اجرای آداب ریاضت و مراقبت دل توسط شیخ اخی فرج و مریدان وی است.